# Aegolipton kinabalum
Aegolipton kinabalum är en skalbaggsart som beskrevs av Komiya 2005. Aegolipton kinabalum ingår i släktet Aegolipton och familjen långhorningar. Inga underarter finns listade i Catalogue of Life.